# 웨스 브라운
웨슬리 "웨스" 마이클 브라운(영어: Wesley "Wes" Michael Brown, 1979년 10월 13일 맨체스터 롱사이트 ~ )은 잉글랜드의 은퇴한 축구 선수이다. 소년 시절에는 맨체스터 지역 연고팀인 플레처 모스 레인저스 FC에서 뛰기도 하였다.

## 클럽 경력

### 맨체스터 유나이티드
웨스 브라운은 지역의 맨체스터 및 그레이터 맨체스터 유소년 팀에서 뛰면서 축구를 시작하였다. 그는 축구협회 스쿨 오브 엑설런스(FA School of Excellence)의 학생이었으며, 또한 맨체스터 유나이티드의 풋볼 아카데미에서도 뛰기도 하였다. 웨스는 어릴 때부터 재능과 성숙함을 보여주었다. 그의 나이 17살 때인 1996년 11월 4일 맨체스터 유나이티드의 청소년 팀과 풀 프로페셔널 계약을 맺었다.
브라운은 유소년 팀에서 후보 멤버로 뛰면서 좋은 활약을 해주었다. FA 유스 컵 우승을 이끌었고 랭카셔 디비전 원 메달을 타냈다. 그는 또한 던질 하로운 올해의 젊은 선수상을 수상하기도 하였다.
1998년 5월 4일, 그는 리즈 유나이티드 AFC와의 경기에 교체 선수로 투입되면서, 첫 프리미어리그 데뷔를 했다. 그의 폭발적인 신장세는 1998-99 시즌에 기록되었다. 처음으로 라이트-백 위치에 뛰기도 하고, 또한 그의 원래 자리인 센터-백 위치에서 뛰면서 말이다. 그는 야프 스탐과 함께 맨유의 탄탄한 주축 수비진을 이루었다. 이 시즌에서 그는 최상의 모습을 보여주었는데, 맨유도 또한 그 해 "트레블"을 거머쥐었다. 맨유의 차세대 거물급 수비수로서 촉망받던 웨스 브라운은, 훈련 도중 여기저기 부상을 입어 1999-00 시즌에서는 별다른 활약을 보여주지 못했다. 다음 해에는 화려하게 복귀하여 부활하였는데, 각계로부터 찬사를 얻어냈다. 알렉스 퍼거슨 경은 그를 맨체스터 유나이티드의 가장 유능한 수비수로 지목하였다.
2000-01 시즌도 그럭저럭 괜찮았고, 2001-02 시즌에도 탄탄한 활약을 보여주었다. 2002-03 시즌에서도 초반에는 좋았으나, 다시 부상을 입어 활약상이 크게 줄어들게 되었다. 2003-04 시즌 중반까지 복귀를 하지 못했다. 브라운은 이 시즌을 꽤 괜찮게 마무리하였다. 특히 아스널 FC와의 FA컵 (잉글랜드) 준결승 경기에서 팀이 이기는 데 공헌을 하였으며, 그 경기 최고의 선수로 꼽히기도 하였다.. 퍼거슨은 다시 그를 "최고의 잉글랜드 출신 수비수"로서 지목하였다. 유명한 축구 권위자인 앨런 핸슨도 그 말에 동의하면서 브라운을 "일류"라고 칭찬하였다. 그러함에도 불구하고, 웨스 브라운은 유로 2004 잉글랜드 대표팀에는 속하지 못하였다.
2007년 5월 2일, 웨스 브라운은 AC 밀란과의 준결승 경기 2차전에서 선발 멤버로 출장하였다. 공을 걷어내려고 하는데 가브리엘 에인세가 잔디 위에 미끄러지면서 슛을 넣어 골을 성공시켰다. 이 수비 실수는 치명적이었다. AC 밀란이 이 경기를 3-0으로 이겼으며, 득점 합계 5-3으로 결승에 진출하였다.

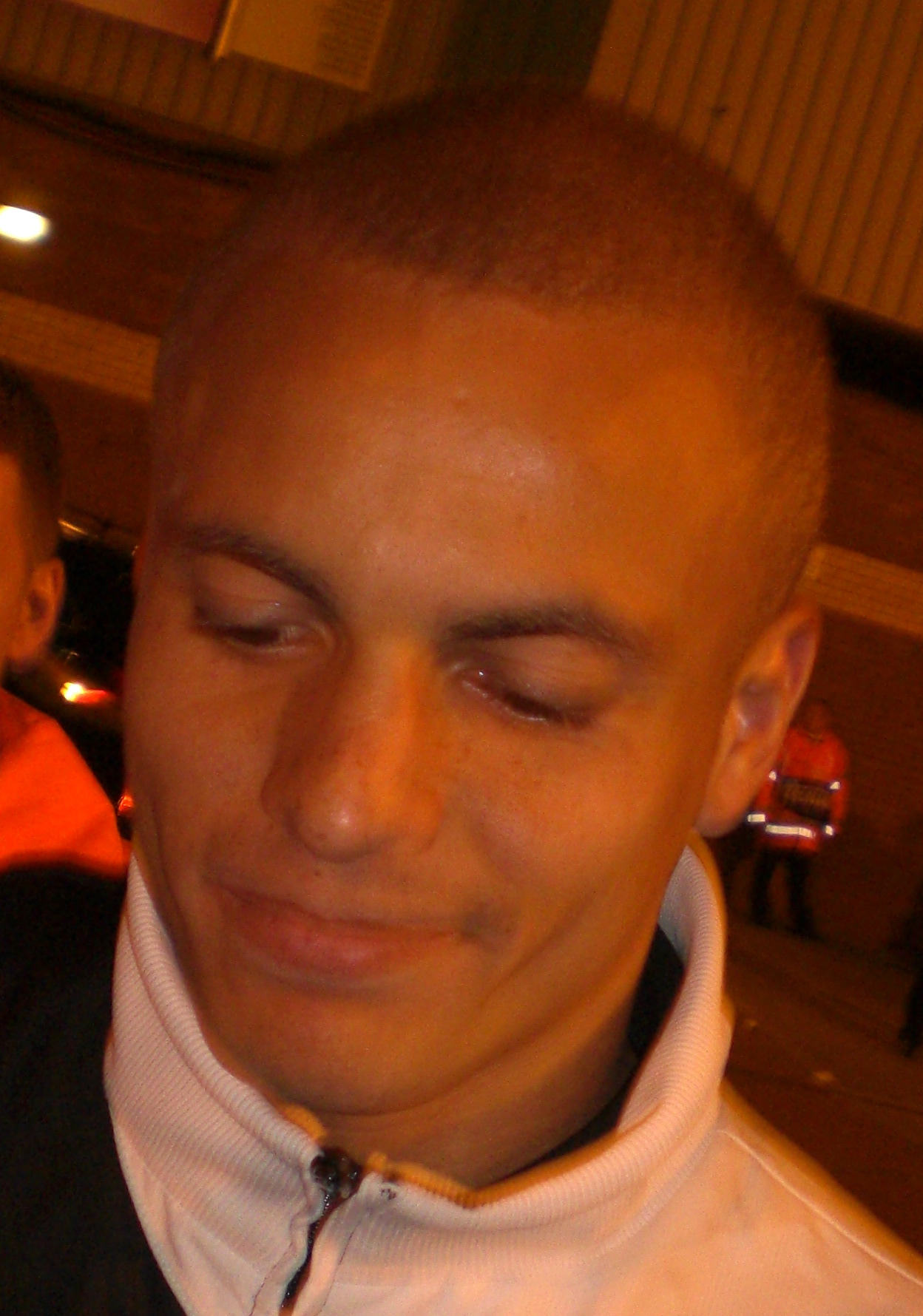
2008년 4월 FC 바르셀로나와의 경기를 마친 후의 브라운

2007-08 시즌에는 바로 전 시즌 볼턴전에서 발목 부상을 당한 게리 네빌을 대신하여 오른쪽 수비수로 풀타임 출전하며 소속팀의 프리미어리그 2연패와 9년만의 UEFA 챔피언스리그 우승에 크게 기여했고, 2008년 3월 23일 리버풀과의 홈 경기에서는 선제 결승골을 터뜨리기도 하였다. 재능은 뛰어나다는 평판을 항상 들었지만 부상과 주전 경쟁에서 밀리며 출전 기회를 제대로 잡지 못했던 브라운에게 이 시즌은 비로소 그 재능을 제대로 보여준 시즌이었다. 2008년 여름, 맨유와의 계약이 끝나갔다. 알렉스 퍼거슨은 그를 중요 선수라고 보고는 계약을 연장할 것임을 시사하였다. 하지만, 웨스 브라운은 알렉스 퍼거슨이 "이게 마지막"이라면서 제시한 첫 번째 계약 제의를 거절하였다. 알렉스는 "우리는 그를 잃을 수 있습니다. 그러면 참 실망이 크겠지요"라고 언급하였다.
2009-2010 시즌 리오 퍼디낸드와 네마냐 비디치가 부상으로 자주 결장하자 백업맴버인 조니 에번스와 존 오셰이와 센터백을 보기도 하였다.

### 선덜랜드
2011년 7월 7일, 웨스 브라운이 선덜랜드와 4년 계약을 맺었다고 발표되었다. 이적료는 대외비였지만 백 만 파운드로 추청되었다.

## 국가대표팀 경력
브라운은 2002년 FIFA 월드컵에 잉글랜드 축구 국가대표팀 소속으로 선발되어 뛰었다.
웨스 브라운은 2005-06 시즌 꾸준히 활약을 보여주었다. 그러한 까닭에 우루과이와의 친선경기에 소집되었다. 비록 고정 출장 멤버로서는 뛰지는 못했지만, 그는 2006년 FIFA 월드컵에 대표 선수로서 뛰기를 원했다. 하지만 2006년에는 경쟁에서 밀리며 발탁되지 못하였다.
그는 코치 매클래런에 의해 잉글랜드 대표팀으로 다시 소집된다. 9월 2일 열렸던 유로 2008 예선전에서 안도라를 물리친 경기에서 뛰기도 하였다. 존 테리와 함께 잉글랜드 팀의 주축 수비진을 이루었는데, 당시 부상을 당해 못 나오던 맨체스터 유나이티드의 리오 퍼디낸드를 대신한 것이었다. 2007년 6월 1일 브라질과의 친선경기에서는 존 테리를 대신하여 출장하였다. 그 경기에서 거의 한 골을 넣을 뻔했으나, 공을 헛차버렸다.
2007-08 시즌에는 클럽에서의 활약을 바탕으로 대표팀의 오른쪽 풀백으로 선발되기도 하였지만 2009년 5월 현재는 부상으로 대표팀의 부름을 받지 못하고 있다.

## 수상 경력
맨체스터 유나이티드
- 프리미어리그 (5): 1998-99, 2000-01, 2002-03, 2006-07, 2007-08
- FA 컵 (2): 1998-99, 2003-04
- 풋볼 리그 컵 (2): 2005-06, 2009-10
- FA 커뮤니티 실드 (3): 2003, 2007, 2008
- UEFA 챔피언스리그 (2): 1998-99, 2007-08

### 개인
- 지미 머피 아카데미 올해의 선수 (2): 1997-98, 1998-99
- PFA 프리미어리그 올해의 팀 (1): 2000-01

## 사소한 것
웨스 브라운 팬이 브라운을 위해 만든 응원곡이 있다.